# طحالب

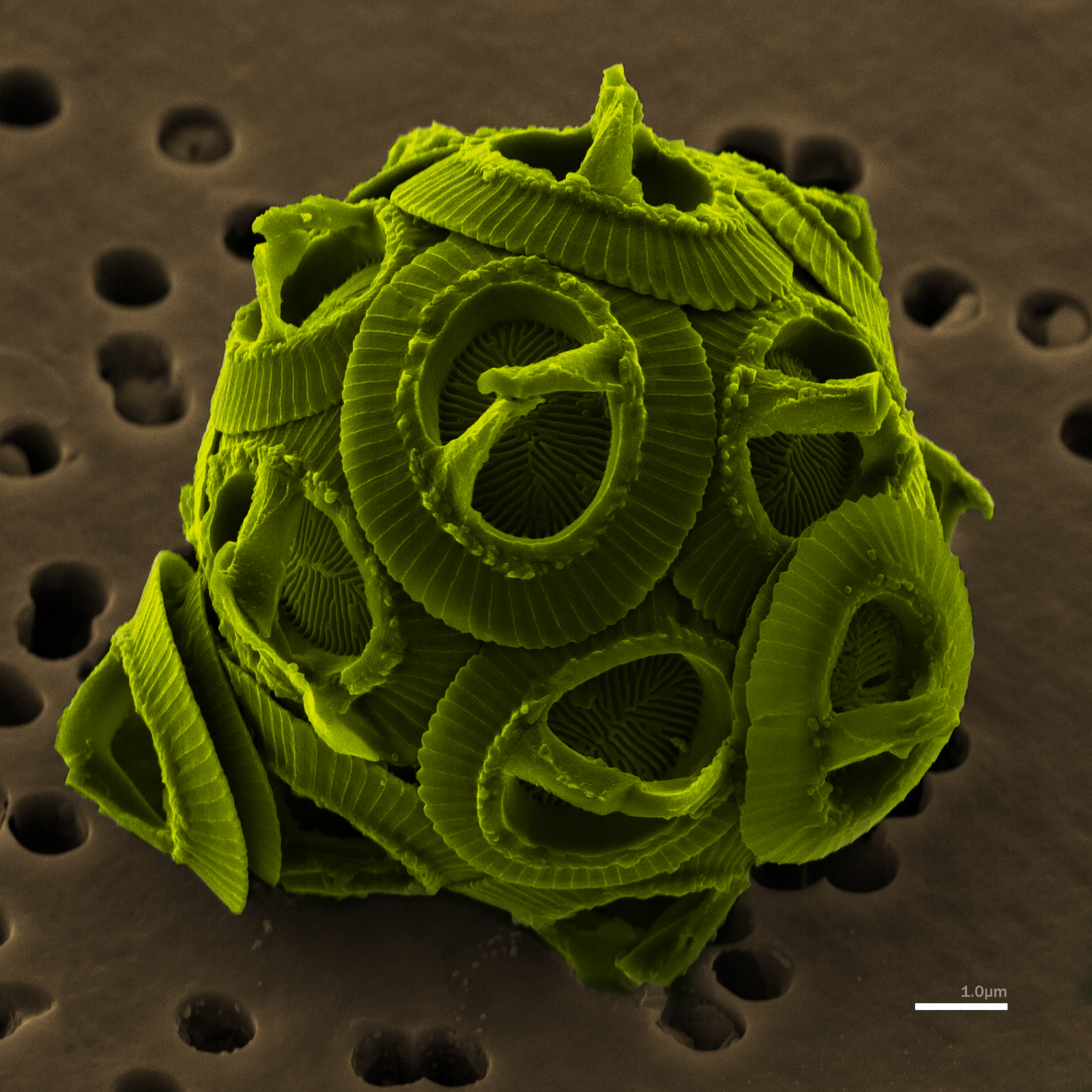
طحالب الهابتوفيتيس.

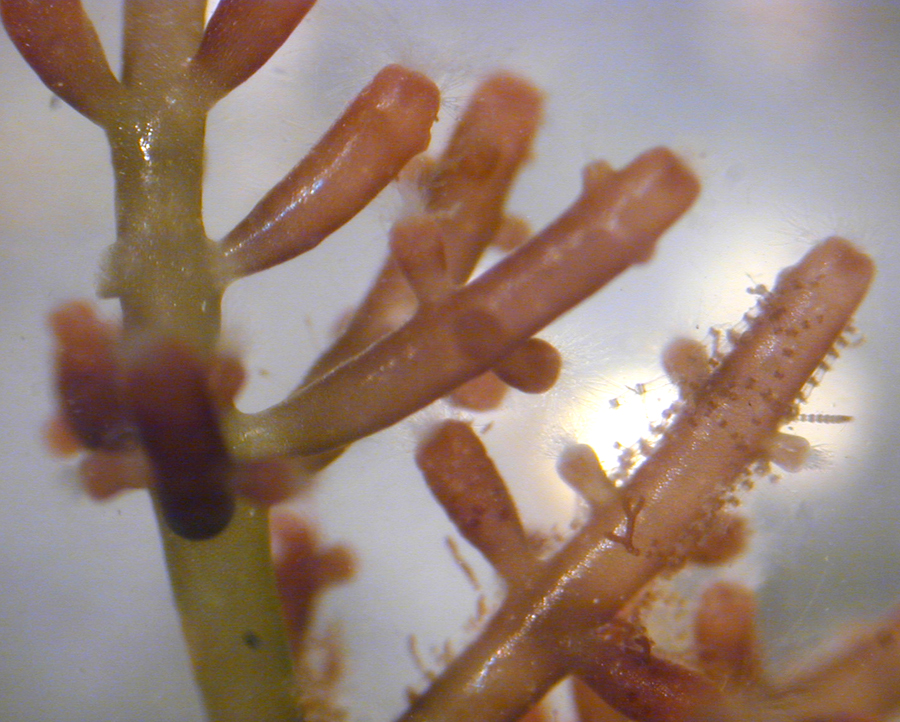
بعض أنواع أعشاب البحر

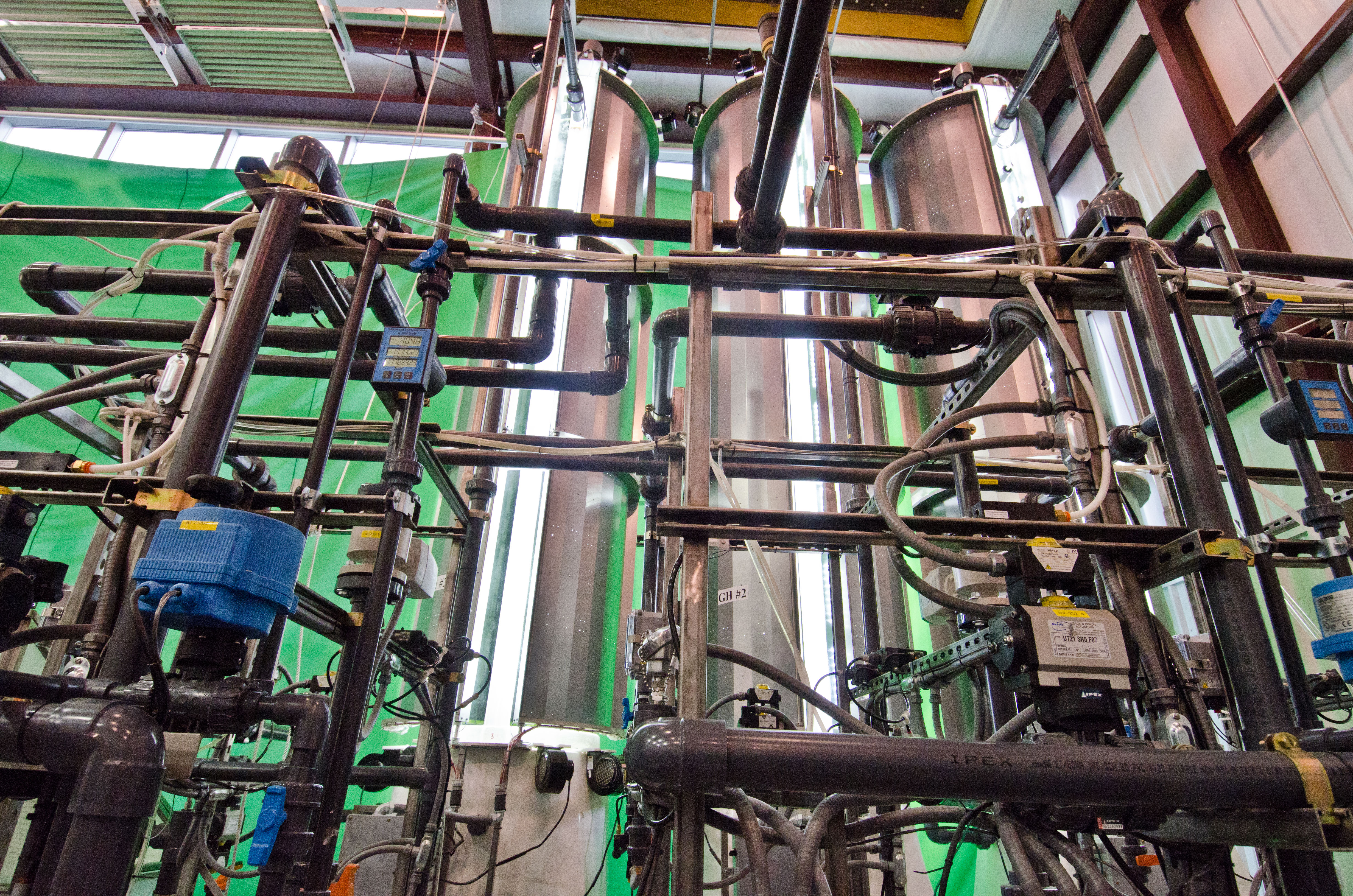
مفاعل حيوي يستعمل الطحالب

الطحالب مجموعة من المتعضيات الحية القادرة على التقاط طاقة الضوء من خلال عملية التخليق الضوئي، محولة المواد غير العضوية (غالبا ماء + ثاني أكسيد الكربون) إلى مواد عضوية (سكريات) تختزن بداخلها الطاقة.
قديمًا تم اعتبار الألجينات نباتات بسيطة، حيث يرتبط بعضها بصلة قرابة للامبريويات أو ما يمكن تسميته بالنباتات العليا. لكن الأشنيات الأخرى على ما يبدو تمثل مجموعات طلائعية، تتواجد في مملكة الطليعيات بجانب الأوليات التي تعتبر شبيهة بالحيوانات أكثر. من وجهة نظر التطوريين لا يمكن اعتبار الأشنيات ممثلة لاتجاه تطوري وحيد، بل أنها مستوى من التنظيم العضوي الذي ربما خضع لعدة تطورات عدة مرات خلال التاريخ المبكر للحياة على الأرض.
الطحالب اسم يدل على مجموعة من النباتات المتنوعة والمنتمية إلى أكثر من 20000 ألف نوع، وتوجد هذه الطحالب في أشكال مختلفة من حيث الشكل والحجم وطريقة عيشها. وقد أجمع علماء النبات على أن كلمة طحالب قد تدل على مجموعات نباتية تشترك في عدد من الخصائص أهمها.
1-	الطحالب ليس لها جذور ولا سيقان ولا أزهار ولا أوراق حقيقية، فهي مجموعة من الخلايا تقوم الواحدة منها إلى جانب الأخرى.
2-	تعيش بمعظمها في الماء (البحر والمياه العذبة).
3-	تحتوي على الكلوروفيل أو ما يسمى باليخضور وهي المادة الضرورية لغذاء النبتة وبقائها حية، تقوم الطحالب أيضا بعملية التركيب الضوئي

## استخدامات الطحالب
في اليابان يستعمل طحلب أحمر يعرف كدواء طارد للديدان المعوية، يؤخذ عن طريق الفم، كما يوجد مركب له تأثير مشابه يسمى حمض كانيك له فعالية ضد الديدان الأسطوانية المستديرة، والديدان السوطية، والدودة الشريطية، 
وتقوم حالياً شركة يابانية للصناعات الدوائية بتسويق مستحضرات متنوعة منه، كما اكتشف بعض العلماء وجود 
مركبات مشابهة لحمض دومويك في الكائن البحري لها خواص مضادة للديدان المعوية في الإنسان، كما أن هناك طحالب بحرية حمراء اللون أيضاً, تنتشر على السواحل الشرقية لآسيا وسواحل شمال أمريكا وأوروبا مركب غروي القوام في الماء يسمى «الآجار» يستعمل كملين ومادة مثبته للمعلقات وكمستحلب وعامل جيلاتيني في صنع التحاميل الدوائية، وكزيت جراحي،
وفي تحضير حبات الدواء وربط مكوناته، وفي صناعات غذائية، وفي أغراض مخبرية متنوعة أخرى.
وتستخرج مركبات تشابه الآجار تختلف تركيباً يعرف بـ كاراجيناتن من أنواع مختلفة من الطحالب الحمراء، والأعشاب البحرية 
التي تنتشر على طول ساحل الشمال الغربي لفرنسا والجزر البريطانية, ويستعمل في تكوين هلام وفي تثبيت المستحلبات والمعلقات وفي تحضير معاجين الأسنان وكملين للأمعاء, وفي صناعات غذائية متنوعة, واهتم العلماء بسر تثبيت الكائن البحري الرخوي بلح البحر بالصخور وقعر السفن وغيرها، فتمكنوا من فصل مركب بروتيني عديد الفينول منه يستطيع أطباء العيون والأسنان استعماله بدلاً من الغراء الصناعي، وتقوم شركة بيوبوليمنز بتجاربها لتعديل تركيبه كي يلائم استعماله في العديد من الأغراض، كما ذكر البعض فائدة مستخلص بلح البحر الأخضر في علاج التهاب المفاصل.

## أشكال وأحجام الطحالب
إن أبسط أنواع الطحالب. هي التي لها خلية واحدة. وهي أجسام صغيرة جدا بحجم الجراثيم، لا يتجاوز قطر بعضها ميكروميتر واحد. ونستطيع أن نجد الملايين منها في قطرة ماء من مستنقعات غنية بالطحالب، أما من حيث الشكل يمكن أن تكون بيضوية أو دائرية، ويمكن أن تتخد شكل أقراص أو أغلفة أو شعريات أو قضبان. بعضها له شعيرات صغيرة متحركة تسمح لها بالتنقل في الماء، وبعضها الآخر تكسوه دروع مثقوبة تتألف من أملاح معدنية. أما الأنواع المعقدة فمنها طحالب عملاقة يصل طول بعضها إلى 100 متر ووزنها إلى مئات الكيلوغرامات.

## طحالب غير مائية
الطحالب نباتات نموذجية للأوساط المائية، إلى ان ذلك لا يعني أن جميع النبتات المائية هي طحالب. وبالرغم من تكيفها تماما مع (المياه العذبة، البحيرات، الأنهار، المستنقعات، الينابيع...) إلا أن وسطها المفضل هو البحر. وهناك أنواع كثيرة نجدها في البحر وفي المياه العذبة على السواء.
بعض الطحالب تعيش في الوحول (جمع وحل)، في الحقول والغابات الرطبة، على الصخور والجدران، على قشور الأشجار وعلى الأوراق. وهناك طحالب طفيلية تعيش على حساب طحالب أخرى. على بعض أنواع الفطر وفي دم بعض الحيوانات. أخيرا هناك أنواع عديدة من الطحالب تعيش في اتحاد وثيق مع أنواع مختلفة من الفطريات كي تؤلف نباتا يسمى (حزاز).

## عيش الطحالب
الطحالب كسائر النباتات الخضراء، تنتج مواد عضوية بواسطة عملية التركيب الضوئي، وبما أنه لا أوراق لها ولا جذور حقيقية، فإنها تمتص المواد التي لا تستطيع الاستغناء عنها (ماء، أملاح معدنية) من خلال كامل مساحة جسمها، إلا انه هناك أنواعا نادرة من الطحالب محرومة من اليخضور وهي بالتالي غير قادرة على صنع المادة الحية، لذا فإنها تمتص مباشرة مواد عضوية ذائبة في الماء.

## التوالد عند الطحالب
الطحالب تتوالد بطرق متنوعة، وغالبا ما تكون عملية التوالد غير جنسية، إنما تتم بانتشار الغبيرات أو بفضل براعم خاصة تدعى بصيلات. لكن التوالد الجنسي موجود أيضا عند بعض الأنواع، وفي هذه الحالة هناك إنتاج لخلايا ذكرية وخلايا أنثوية، فعندما تطلق خلية ذكر في المياه تخترق خلية أنثى ويبدأ جسم جديد بالنمو.